# Pidonia bouvieri
Pidonia bouvieri är en skalbaggsart som beskrevs av Maurice Pic 1902. Pidonia bouvieri ingår i släktet Pidonia och familjen långhorningar. Inga underarter finns listade i Catalogue of Life.